# Abby Wilde
Abby Wilde, Abigail Miriam Dauermann, född 25 februari 1989 i San Francisco, Kalifornien, USA, är en amerikansk skådespelerska. Hon är mest känd för rollen som Stacey Dillsen i TV-serien Zoey 101.
Hon började sitt skådespeleri vid sex års ålder tillsammans med sina bröder i den lokala KFUK-KFUM-klubben och har sedan dess varit med i många uppsättningar, Shakespearepjäser, operaföreställningar, enaktsfestivaler och musikaler.

## Filmografi

### Filmer
- 2009 - Family of Four - Kimberly Baker
- 2017  Maturing Youth

### TV-serier
- 2006-2008 - Zoey 101 - Stacey Dillsen, 31 avsnitt
- 2009-2010 - iCarly - Stacey, 3 avsnitt
- 2013 Sam & Cat 1 avsnitt